# Tiên Vu Đan
Tiên Vu Đan (tiếng Trung: 鮮于丹; bính âm: Xianyu Dan; ? - ?), là tướng lĩnh Đông Ngô thời Tam Quốc trong lịch sử Trung Quốc.

## Cuộc đời
Không rõ quê quán, hành trạng ban đầu của Tiên Vu Đan. Năm 214, Lưu Bị bình định Ích châu, Tôn Quyền sai Lỗ Túc sang đòi hỏi toàn bộ các quận Kinh châu. Lưu Bị cự tuyệt, Tôn Quyền tức giận, sai Lã Mông dẫn theo các tướng Tiên Vu Đan, Từ Trung, Tôn Quy sang đánh chiếm ba quận Trường Sa, Linh Lăng, Quế Dương.
Năm 222, Lưu Bị dẫn quân báo thù cho Quan Vũ, Tôn Quyền phong Lục Nghị làm Đại đô đốc, giả tiết, thống lĩnh các tướng Chu Nhiên, Phan Chương, Tống Khiêm, Hàn Đương, Từ Thịnh, Tiên Vu Đan, Tôn Hoàn chống lại.
Năm 223, thái thú Kỳ Xuân là Tấn Tông phản bội, đem quận đầu hàng Tào Ngụy. Tôn Quyền sai Hạ Tề dẫn theo My Phương, Tiên Vu Đan tiến quân thần tốc, bắt sống Tông.
Năm 226, Tôn Hoán theo Tôn Quyền tấn công Thạch Dương. Tiên Vu Đan, lúc này là thuộc cấp của Hoán được sai phong tỏa đường sông Hoài Hà. Tôn Hoán theo đó thống lĩnh Ngô Thạc, Trương Lương đánh hạ Cao Thành, lập được công lớn.
Không còn ghi chép gì về Tiên Vu Đan sau đó.

## Trong văn hóa
Trong tiểu thuyết Tam quốc diễn nghĩa, xuất hiện nhân vật Thuần Vu Đan (tiếng Trung: 淳于丹) ở hồi 84, tham gia trận Di Lăng. Trong tiểu thuyết, Lục Tốn sai Thuần Vu Đan dẫn quân thăm dò. Đan hành quân từ lúc hoàng hôn, đến canh ba thì tiếp cận doanh trại. Đến nơi, Thuần Vu Đan bị tướng Thục là Phó Đồng dẫn quân ra đánh. Đồng cầm thương đơn đấu, Đan không địch lại bỏ chạy, lại bị Triệu Dung dẫn quân giết ra. Đan cướp đường mà đi, tổn thất quá nửa, lại bị quân man do Man vương Sa Ma Kha cản đường. Đan liều chết tháo chạy, bị ba đội quân truy kích, chạy đến cách doanh trại hơn 5 dặm thì được Từ Thịnh, Đinh Phụng cứu về.